# سیلوردیل، استافوردشر
سیلوردیل (به انگلیسی: Silverdale) یک روستا و محله مدنی در بریتانیا است که در Borough of Newcastle-under-Lyme واقع شده‌است. سیلوردیل ۴٬۹۵۷ نفر جمعیت دارد.